# Huemac
Huemac (11e eeuw) was de laatste heerser van Tollan, de hoofdstad van de Tolteken.
Er is weinig over Huemac met zekerheid bekend, omdat door de Azteken feiten en mythes behoorlijk door elkaar zijn gehaald. Na de val van Tollan, in 1168 (of 1111), zou Huemac met een afnemende groep volgelingen nog enige jaren door het Dal van Mexico zijn rondgezworven. Hij is overleden in een grot bij Chapultepec. Er is veel over Huemac geschreven in samenhang met de legendarische vorst Quetzalcoatl; de twee worden soms vereenzelvigd.